# Salix characta
Salix characta ist ein Strauch aus der Gattung der Weiden (Salix) mit anfangs daunig behaarten Zweigen. Die Blattspreiten haben Längen von 3,5 bis manchmal 7 Zentimetern. Das natürliche Verbreitungsgebiet der Art liegt in China.

## Beschreibung
Salix characta ist ein Strauch mit grau-gelblich-braunen oder rotbraunen, anfangs daunig behaarten Zweigen. Die Knospen sind rotbraun und eiförmig. Die Laubblätter haben einen 1 bis 3 selten 4 Millimeter langen, zottig behaarten Stiel. Die Blattspreite ist länglich-lanzettlich, selten länglich, 3,5 bis selten 7 Zentimeter lang und 0,6 bis 1 selten 1,3 Zentimeter breit, spitz oder selten kurz zugespitzt, mit spitzer  oder selten beinahe stumpfer Basis und gesägtem und eingerolltem Blattrand. Die Oberseite ist grün und fein flaumhaarig, die Unterseite graugrün und entlang der Mittelrippe zottig behaart.
Die Blütenstände sind 1,5 bis 2,5 Zentimeter lange, dichtblütige, sitzende oder kurz gestielte Kätzchen. Die Blütenstandsachse ist daunig behaart. Die Tragblätter sind braun, elliptisch, länglich oder eiförmig, mit spitzer oder stumpfer Spitze und langen Flaumhaaren. Männliche Blüten haben eine adaxiale, linealische oder längliche Nektardrüse. Die zwei Staubblätter sind kahl. Die weiblichen Kätzchen sind bis zu 4 Zentimeter lang. Weibliche Blüten haben einen schmal eiförmigen, an der Basis daunig behaarten Fruchtknoten auf einem flaumhaarigen Stiel. Der Griffel ist gelappt, etwa halb so lang wie der Fruchtknoten oder kürzer. Die Narbe ist kurz, ganzrandig oder zweilappig. Als Früchte werden 4 Millimeter lange, an der Basis fein behaarte, gestielte Kapseln gebildet. Salix characta blüht im Mai, die Früchte reifen im Juni und Juli.

## Vorkommen
Das natürliche Verbreitungsgebiet liegt in den chinesischen Provinzen Gansu, Hebei, in der Inneren Mongolei, in Qinghai, Shaanxi und Shanxi auf Berghängen in Höhen von 2200 bis 3200 Metern.

## Systematik
Salix characta ist eine Art aus der Gattung der Weiden (Salix) in der Familie der Weidengewächse (Salicaceae). Dort wird sie der Sektion Vimen zugeordnet. Sie wurde 1916 von Camillo Karl Schneider erstmals wissenschaftlich beschrieben. Der Gattungsname Salix stammt aus dem Lateinischen und wurde schon von den Römern für verschiedene Weidenarten verwendet.

## Nachweise